# 제임스 윌슨 (축구 선수)
제임스 앤서니 윌슨(영어: James Anthony Wilson, 1995년 12월 1일 ~ )은 잉글랜드의 축구 선수이고, 현재 포트 베일 FC 소속이며, 포지션은 스트라이커다.
그는 2014년 5월 6일, 헐 시티와의 리그 경기에서 데뷔전을 치뤘고 그 경기에서 자신의 데뷔골을 포함한 2골을 뽑아냈다.